# Paraíso (ort i Costa Rica)
Paraíso är en ort i Costa Rica.   Den ligger i provinsen Cartago, i den centrala delen av landet, 26 km öster om huvudstaden San José. Paraíso ligger 1 332 meter över havet och antalet invånare är 39 702.
Terrängen runt Paraíso är huvudsakligen kuperad, men söderut är den bergig. Runt Paraíso är det tätbefolkat, med 442 invånare per kvadratkilometer. Paraíso är det största samhället i trakten. I omgivningarna runt Paraíso växer i huvudsak städsegrön lövskog.